# Limonia edura
Limonia edura là một loài ruồi trong họ Limoniidae. Chúng phân bố ở miền Cổ bắc.